# Allium scorzonerifolium
Allium scorzonerifolium es una especie de planta bulbosa geófita del género Allium, perteneciente a la familia de las amarilidáceas.

## Descripción
Planta pequeña, perenne, de entre 20 a 40 cm. Bulbo esférico, ligeramente ovoideo o subgloboso, solitario, a veces con bulbillos en su parte externa. Túnica coriácea, meandrinosa. Tallo de sección elíptica, fistuloso. Hojas de 2 a 4, planas, glabras, sin pecíolo. Dispuestas a lo largo del tercio inferior del tallo y envainando a este por la base. Espata con una o dos segmentos, desiguales, persistentes o caducas, ovados y más cortos que la inflorescencia.
 Inflorescencia hemisférica, laxa, a veces con bulbillos y flores y otras incluso con sólo bulbillos. Tépalos lisos de lanceolados a estrechamente elípticos, obtusos, amarillos con un nervio verdoso. Ovario, obovoide, crestado en la parte superior.
Distribución
Endémica de la mitad oeste de la península ibérica y Marruecos
Hábitat
Suelos ácidos, desde 200 hasta  2000 m.s.m. Zonas rocosas y en las cornisas (por ejemplo. Acantilados interiores, picos de montaña), pastizales húmedos, en los alcornoques y bosque de pinos y prados.

## Taxonomía
Allium scorzonerifolium fue descrito por Desf. ex Redouté en Liliac. 2: t. 99. 1804
Sinonimia
NOTA: Los nombres que presentan enlaces son sinónimos en otras especies: 
- Allium moly var. stramineum (Boiss. & Reut.) Samp.
- Allium scorzonerifolium var. xericiense (Pérez Lara) R.Fern.
- Allium stramineum Boiss. & Reut.
- Allium stramineum var. aureum Merino
- Allium stramineum var. xericiense Pérez Lara

## Enlaces
- Datos: Q14796895
- Especies: Allium scorzonerifolium